# Nostra Ætate
Nostra Ætate (Latijn voor In onze tijd) is een verklaring van het Tweede Vaticaans Concilie (1962-1965) over de verhouding van de Katholieke Kerk tot de niet-christelijke godsdiensten. De verklaring verscheen op 28 oktober 1965 en werd door paus Paulus VI tot de zijne gemaakt. De verklaring betekende een nieuwe fase in de verhouding tussen het joodse volk en de Katholieke Kerk. Oorspronkelijk was de verklaring voorzien als een standpuntbepaling met betrekking tot alleen het jodendom. De verklaring handelt evenwel over de verhouding met alle andere wereldgodsdiensten. De centrale stelling luidt: De Katholieke Kerk wijst niets af van wat er aan waars en heiligs is in deze godsdiensten.

## Voorgeschiedenis
Het initiatief voor Nostra Ætate gaat terug tot paus Johannes XXIII. Oorspronkelijk zou de verklaring alleen ingaan op het jodendom. Als nuntius in Bulgarije en Hongarije was Johannes getuige van de Jodenvervolging in het nazi-tijdperk en redde hij vele joden. Vanaf zijn aantreden in 1958 als paus werkte hij aan een vernieuwde relatie tussen zijn Kerk en het jodendom. Hij liet ook in 1959 in de traditionele Goede Vrijdagviering voor de joden de woorden perfidious (trouwloos) en iudiacam perfidiam (joodse ontrouw) verwijderen.
In 1960 werd een speciale commissie samengesteld. Het eerste ontwerp was getiteld Decretum de Judaeis ("decreet betreffende de joden") en werd in november 1961 afgeleverd, ongeveer veertien maanden nadat kardinaal Bea de opdracht had gekregen van paus Johannes XXIII. Hierin werden twee hoofdpunten behandeld:
- een officiële kerkelijke veroordeling van het antisemitisme.
- een erkenning van de blijvende geldigheid van het jodendom als de wortel van het christendom en daarmee een afwijzing van de vervangingstheologie (het christendom vervangt het jodendom) en Godmoord (de joden zijn schuldig aan de dood van Jezus als zijnde God).

## Samenvatting van de definitieve tekst van Nostra Ætate
- Introductie
- Hindoes, boeddhisten en andere religies
- Moslims
- Joden
- Conclusie

De verklaring begint met een beschrijving van de eenheid van de oorsprong van alle mensen en het feit dat ze allemaal teruggaan naar God, vandaar dat hun uiteindelijke doel hetzelfde is. Het beschrijft de eeuwige vragen die de mensen hebben achtervolgd sinds het begin en hoe de verschillende religieuze tradities hebben geprobeerd om ze te beantwoorden.
De verklaring benoemt een aantal van de antwoorden die hindoes, boeddhisten en leden van andere godsdiensten hebben geformuleerd op deze filosofische vragen. Daarbij wordt verklaard dat er de bereidheid van de katholieke Kerk is om een aantal waarheden in deze andere religies te aanvaarden in zo veel als ze de katholieke leer weerspiegelen en het zielen kan leiden tot Jezus als Christus.
In het derde deel gaat verder met de verklaring dat de katholieke Kerk de moslims waardig benadert vervolgt dan met het beschrijven van een aantal zaken die de islam gemeenschappelijk heeft met het christendom en het katholicisme: de aanbidding van één God, de Schepper van hemel en aarde, Barmhartige en Almachtige, Wie heeft gesproken aan de mensen, het islamitische respect voor Abraham (Ibrahim) en Maria (Maryam) en de grote respect dat ze hebben voor Jezus (Isa), die zij beschouwen wel als een profeet, maar niet als God. De synode roept in de verklaring alle katholieken en moslims de vijandelijkheden en verschillen van het verleden te vergeten en samen te werken aan wederzijds begrip, en gemeenschappelijk de sociale rechtvaardigheid, de zedelijke waarden, de vrede en de vrijheid te verdedigen en te bevorderen in het belang van alle mensen.
Deel vier spreekt over de band die de mensen van het 'Nieuwe verbond' (christenen) met die van Abraham (joden) hebben. Daarin staat ook dat ondanks sommige joodse autoriteiten en degenen die deze volgden tot Jezus' dood hebben opgeroepen, dat de schuld hiervoor niet kan worden gelegd bij alle joden die op dat moment daar aanwezig waren zonder onderscheid, noch kan het de joden in onze tijd worden aangerekend. gehouden zo schuldig, dus verwerpen een willekeurige lading van Deicide , 'de joden mogen niet worden gepresenteerd als verworpen of vervloekt door God ". In de verklaring hekelt ook alle uitingen van antisemitisme op elk moment door iedereen.
En al is de Kerk het nieuwe volk Gods, toch mag men de Joden niet voorstellen als door God verworpen of als vervloekt, alsof dit zou zijn af te leiden uit de H. Schrift. Laten dus allen vermijden, in de catechese en bij de prediking van het woord Gods ook maar iets te leren, dat niet in overeenstemming is met de waarheid van het Evangelie en met de geest van Christus.
Het vijfde deel staat dat alle mensen zijn geschapen naar Gods evenbeeld en dat het in strijd is met de leer van de Kerk te discrimineren, haat te tonen of mensen op basis van huidskleur, ras, religie, staat van het leven enzovoort lastig te vallen.
De verklaring stelde voorts dat Christus gelijk altijd het geloof van de Kerk is geweest en nog is, in zijn onmetelijke liefde vrijwillig zijn lijden en dood willen ondergaan om de zonden van alle mensen, teneinde allen deelachtig te maken aan het heil. Het is daarom de plicht van de Kerk bij haar prediking, het Kruis van Christus te verkondigen als teken van Gods universele liefde en als de bron van alle genade.